# Grabstele von Niederdollendorf

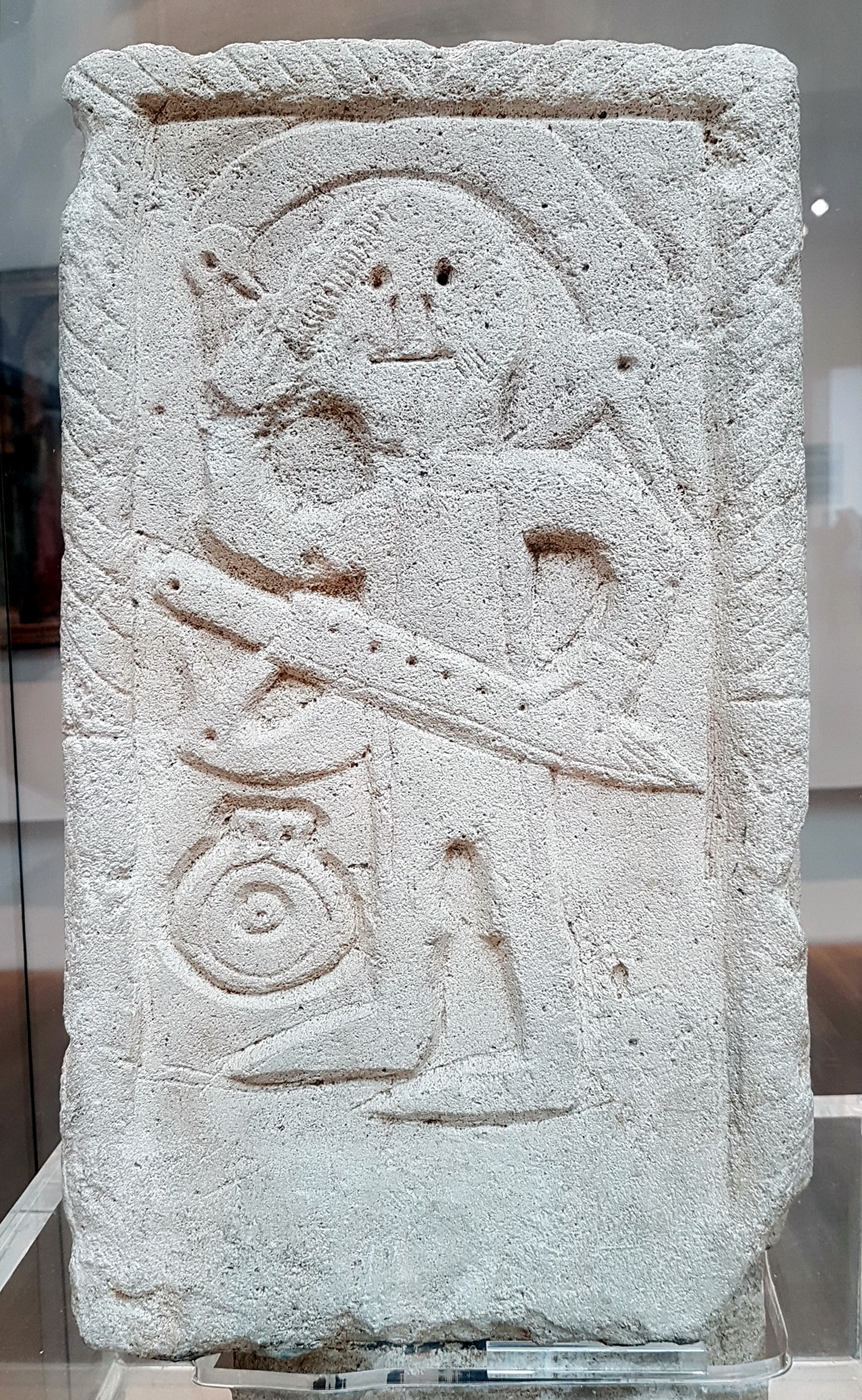
Grabstele

Die Grabstele von Niederdollendorf wurde 1901 bei Bauarbeiten auf einem Fabrikgelände in Niederdollendorf (Stadtteil von Königswinter in Nordrhein-Westfalen) gefunden. Sie stellt ein einzigartiges Zeugnis des frühen Christentums im Rheinland dar und ist heute im LVR-LandesMuseum Bonn ausgestellt.
Zusammen mit der Stele wurden steinerne Grabkammern, Waffen, Schmuck und Gefäße aus Ton geborgen. Da planmäßige archäologische Ausgrabungen ausblieben, kann nur vermutet werden, dass es sich hierbei um einen fränkischen Friedhof aus dem 6. oder 7. Jahrhundert handelt. Die 53 cm hohe, 22–25 cm breite und 16–19 cm dicke Stele aus Lothringer Kalkstein ist an der Front- und Rückseite mit Menschenfiguren versehen. Auf der einen Seite befindet sich das Motiv eines schnauzbärtigen Mannes, der mit der rechten Hand sein Haar kämmt und mit der linken sein Schwert umfasst. Auf der anderen Seite ist ein Mensch abgebildet, dessen Haupt mit einem Lichterkranz umgeben ist und der eine Lanze trägt. Kamm und Schwert weisen auf einen fränkischen Ursprung im 7. Jahrhundert hin, Lichterkranz und Lanze als Symbole für Heiligkeit und Herrschaft auf die Darstellung von Jesus Christus.
Auf der Grabstele von Niederdollendorf finden sich somit sowohl germanische als auch christliche Symbole. Die noch deutlich im Vordergrund stehende germanische Symbolik macht den Fund zu einer Einzigartigkeit.

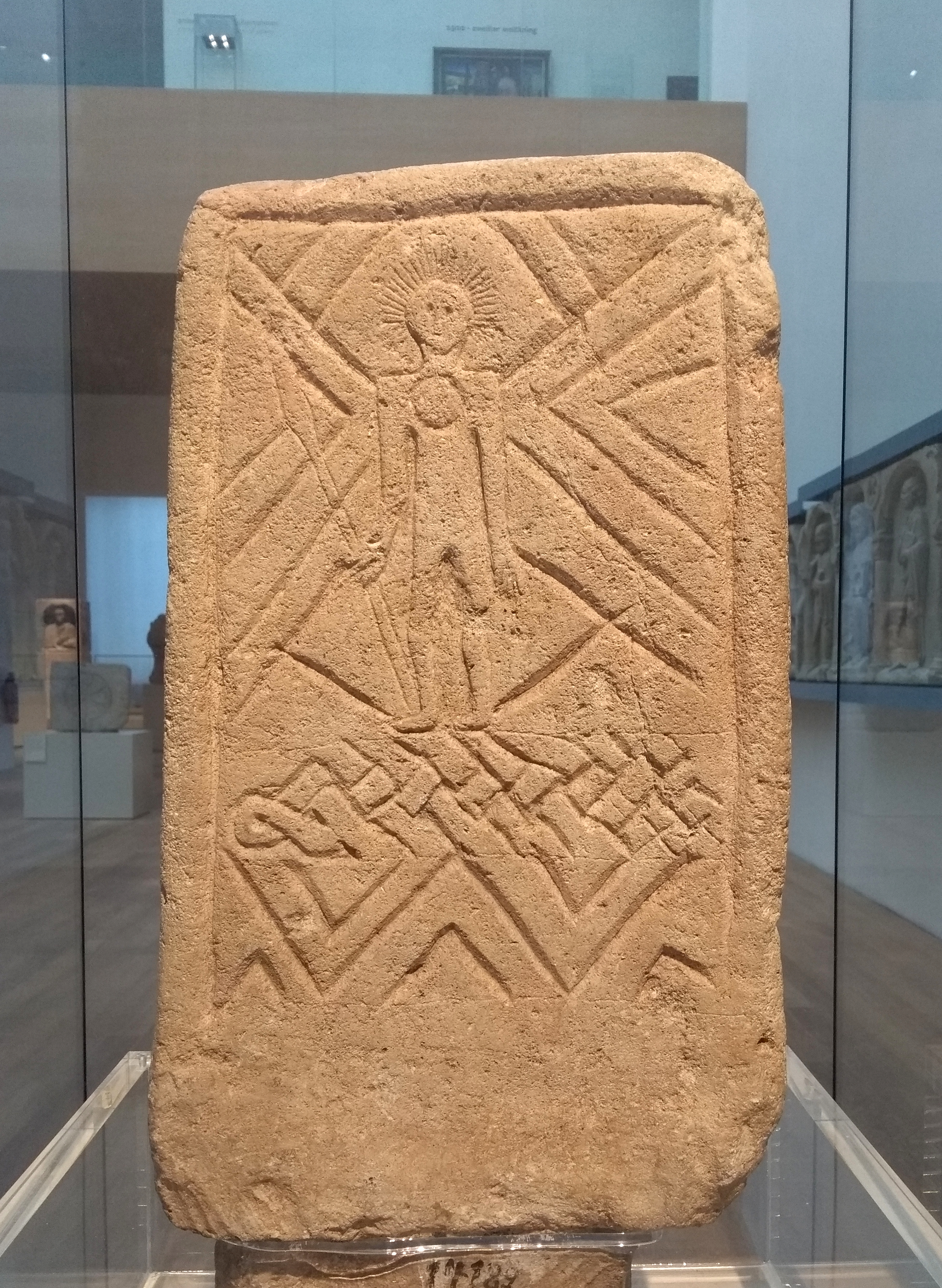
Rückseite des Grabsteins
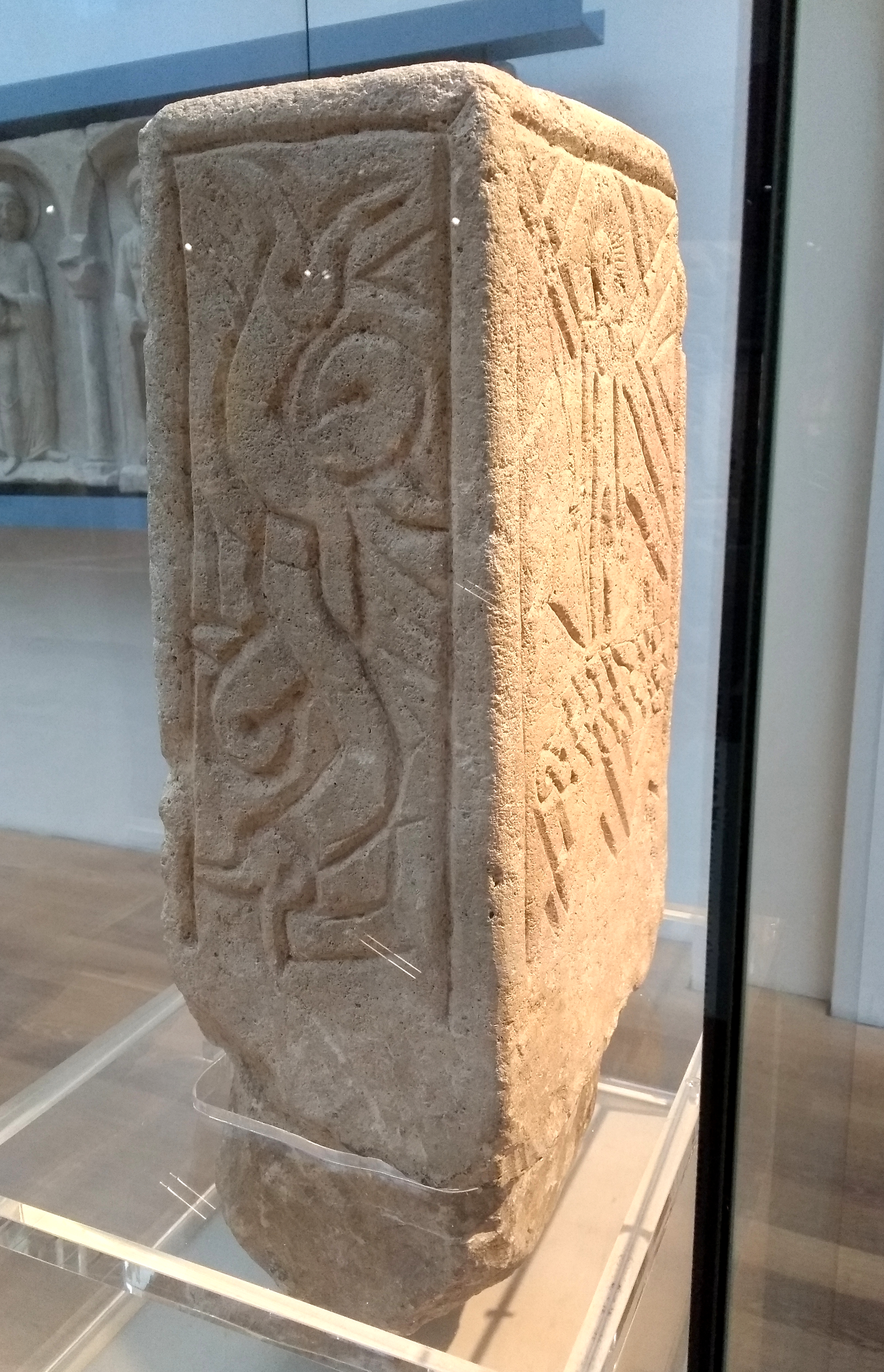
Seitenansicht des Grabsteins